# آب‌انبار پشته سنگر
آب‌انبار پشته سنگر مربوط به دوره قاجار است و در ۷ کیلومتری جاده قدیم شیراز، جاده لار، دهکویه واقع شده و این اثر در تاریخ ۱۹ مرداد ۱۳۸۴ با شمارهٔ ثبت ۱۲۷۲۶ به‌عنوان یکی از آثار ملی ایران به ثبت رسیده است.